# Jakapil kaniukura
Jakapil kaniukura es la única especie conocida del género extinto Jakapil de dinosaurio tireóforo basal, que vivió a mediados del período Cretácico, hace aproximadamente entre 97 y 94 millones de años, en lo que hoy es Sudamérica.

## Descripción
Debido a que el holotipo de Jakapil es un subadulto, aún no se conoce su tamaño total, con el holotipo midiendo alrededor de 1,5 metros de longitud y pesando entre 4,5 y 7 kilogramos, según la circunferencia femoral. Jakapil poseía un cráneo corto y robusto, carecía una fenestra anterorbital y poseía tan solo 11 pares de dientes en la mandíbula inferior, un número reducido para tireóforos no anquilosáuridos, sus dientes tenían formas de hoja y carecían un cíngulo. Debido a la forma de su hocico, se cree que Jakapil no cortaba hojas sino que se alimentaba de vegetación más dura. Jakapil representa un morfotipo novedoso entre los tireóforos, que incluye, entre otras cosas, la presencia de un hueso predentario, ausente o cartilaginoso en otros tireóforos basales, osteodermos grandes y bajos y una postura bípeda, similar a Scutellosaurus.
Sus extremidades posteriores eran similares a las de otros tireófors y ornitisquios basales, con largas tibias y fíbulas. Su pelvis era también basal, al contrario que en los anquilosáuridos su pubis e isquion estaban separados. Su cuerpo se veía cubierto de osteodermos, con al menos cinco tipos. Los laterales del cuello, grandes, con poca elevación y forma de D, los encima del cuello, largas y puntiagudas, similar a una espina, los de  debajo del cuello, un punto intermedio entre las dos previas, elevada y gruesa pero no puntiguda. Los de la espalda, similares a las anteriores pero más pequeñas y del cuerpo, ovaladas, típicas en anquilosaurios. Sus brazos eran cortos, pese a parecer inútiles por su reducido tamaño, presentan áreas de inserción muscular, similares a los de Huayangosaurus, lo que sugiere que aún poseían utilidad, si bien no para locomoción.

## Descubrimiento e investigación
Jakapil fue un tireóforo basal del Cretácico tardío de la patagonia argentina, hallado en el Área Paleontológica La Buitrera.
El espécimen holotípico MPCA-PV-630 consiste de un esqueleto parcial que incluye varios osteodermos y una mandíbula completa. Los restos fueron encontrados cerca de la localidad de Cerro Policía dentro del "Área Paleontológica La Buitrera", cerca de la Presa E. Ramos Mexía, en la Patagonia Norte, Provincia de Río Negro, Argentina. Los afloramientos allí expuestos representan la sección superior de la Formación Candeleros datada del Cenomaniense. Se interpretan como acumulaciones eólicas del desierto de Kokorkom, con cambios entre condiciones climáticas áridas y semiáridas. La mayoría de los fósiles de La Butrera se encontraron entre lechos de dunas migratorias. El nuevo espécimen se encontró como una estrecha asociación de elementos en un área pequeña de alrededor de 1,5 por 1 metro, aislado de cualquier otro individuo, como generalmente ocurre en la Formación Candeleros. Los restos se encontraron desarticulados y con una ligera orientación suroeste-noreste debido al transporte dunar.
Jakapil significa "portador de escudos" en la lengua pueche o Tehuelche del norte. El nombre específico kaniukura se ve compuesto por kaniu, cresta y kura, piedra, que proviene del lenguaje  mapuche, en referencia a la cresta de la mandíbula.

## Clasificación
Debido a una combinación de características observadas en ornitisquios basales, tireóforos basales y anquilosaurios, un análisis filogenético lo colocó como un tireóforo basal, fuera del clado Eurypoda. Riguetti et al. de 2022 sugieren que Jakapil representa un miembro de un clado de tireóforos previamente desconocido.

### Filogenia
Su posición filogenética depende de qué perspectiva se toma a la hora de clasificar Thyreophora. Siguiendo la matriz de datos de Soto-Acuña y colegas, recuperamos a Jakapil como el taxón hermano de Ankylosauria:
|  | Huayangosaurus |
|  |                |
|  | Stegosauridae  |
|  |                |

|  | Kunbarrasaurus                                              |
|  |                                                             |
|  | \| \| Antarctopelta \| \| \| \| \| \| Stegouros \| \| \| \| |
|  |                                                             |
|  | Antarctopelta                                               |
|  |                                                             |
|  | Stegouros                                                   |
|  |                                                             |

|  | Antarctopelta |
|  |               |
|  | Stegouros     |
|  |               |

|  | Ankylosauridae |
|  |                |
|  | Nodosauridae   |
|  |                |

|  | Kunbarrasaurus                                              |
|  |                                                             |
|  | \| \| Antarctopelta \| \| \| \| \| \| Stegouros \| \| \| \| |
|  |                                                             |
|  | Antarctopelta                                               |
|  |                                                             |
|  | Stegouros                                                   |
|  |                                                             |

|  | Antarctopelta |
|  |               |
|  | Stegouros     |
|  |               |

|  | Ankylosauridae |
|  |                |
|  | Nodosauridae   |
|  |                |

|  | Huayangosaurus |
|  |                |
|  | Stegosauridae  |
|  |                |

|  | Kunbarrasaurus                                              |
|  |                                                             |
|  | \| \| Antarctopelta \| \| \| \| \| \| Stegouros \| \| \| \| |
|  |                                                             |
|  | Antarctopelta                                               |
|  |                                                             |
|  | Stegouros                                                   |
|  |                                                             |

|  | Antarctopelta |
|  |               |
|  | Stegouros     |
|  |               |

|  | Ankylosauridae |
|  |                |
|  | Nodosauridae   |
|  |                |

|  | Kunbarrasaurus                                              |
|  |                                                             |
|  | \| \| Antarctopelta \| \| \| \| \| \| Stegouros \| \| \| \| |
|  |                                                             |
|  | Antarctopelta                                               |
|  |                                                             |
|  | Stegouros                                                   |
|  |                                                             |

|  | Antarctopelta |
|  |               |
|  | Stegouros     |
|  |               |

|  | Ankylosauridae |
|  |                |
|  | Nodosauridae   |
|  |                |

|  | Huayangosaurus |
|  |                |
|  | Stegosauridae  |
|  |                |

|  | Kunbarrasaurus                                              |
|  |                                                             |
|  | \| \| Antarctopelta \| \| \| \| \| \| Stegouros \| \| \| \| |
|  |                                                             |
|  | Antarctopelta                                               |
|  |                                                             |
|  | Stegouros                                                   |
|  |                                                             |

|  | Antarctopelta |
|  |               |
|  | Stegouros     |
|  |               |

|  | Ankylosauridae |
|  |                |
|  | Nodosauridae   |
|  |                |

|  | Kunbarrasaurus                                              |
|  |                                                             |
|  | \| \| Antarctopelta \| \| \| \| \| \| Stegouros \| \| \| \| |
|  |                                                             |
|  | Antarctopelta                                               |
|  |                                                             |
|  | Stegouros                                                   |
|  |                                                             |

|  | Antarctopelta |
|  |               |
|  | Stegouros     |
|  |               |

|  | Ankylosauridae |
|  |                |
|  | Nodosauridae   |
|  |                |

|  | Huayangosaurus |
|  |                |
|  | Stegosauridae  |
|  |                |

|  | Kunbarrasaurus                                              |
|  |                                                             |
|  | \| \| Antarctopelta \| \| \| \| \| \| Stegouros \| \| \| \| |
|  |                                                             |
|  | Antarctopelta                                               |
|  |                                                             |
|  | Stegouros                                                   |
|  |                                                             |

|  | Antarctopelta |
|  |               |
|  | Stegouros     |
|  |               |

|  | Ankylosauridae |
|  |                |
|  | Nodosauridae   |
|  |                |

|  | Kunbarrasaurus                                              |
|  |                                                             |
|  | \| \| Antarctopelta \| \| \| \| \| \| Stegouros \| \| \| \| |
|  |                                                             |
|  | Antarctopelta                                               |
|  |                                                             |
|  | Stegouros                                                   |
|  |                                                             |

|  | Antarctopelta |
|  |               |
|  | Stegouros     |
|  |               |

|  | Ankylosauridae |
|  |                |
|  | Nodosauridae   |
|  |                |

|  | Huayangosaurus |
|  |                |
|  | Stegosauridae  |
|  |                |

|  | Kunbarrasaurus                                              |
|  |                                                             |
|  | \| \| Antarctopelta \| \| \| \| \| \| Stegouros \| \| \| \| |
|  |                                                             |
|  | Antarctopelta                                               |
|  |                                                             |
|  | Stegouros                                                   |
|  |                                                             |

|  | Antarctopelta |
|  |               |
|  | Stegouros     |
|  |               |

|  | Ankylosauridae |
|  |                |
|  | Nodosauridae   |
|  |                |

|  | Kunbarrasaurus                                              |
|  |                                                             |
|  | \| \| Antarctopelta \| \| \| \| \| \| Stegouros \| \| \| \| |
|  |                                                             |
|  | Antarctopelta                                               |
|  |                                                             |
|  | Stegouros                                                   |
|  |                                                             |

|  | Antarctopelta |
|  |               |
|  | Stegouros     |
|  |               |

|  | Ankylosauridae |
|  |                |
|  | Nodosauridae   |
|  |                |

|  | Huayangosaurus |
|  |                |
|  | Stegosauridae  |
|  |                |

|  | Kunbarrasaurus                                              |
|  |                                                             |
|  | \| \| Antarctopelta \| \| \| \| \| \| Stegouros \| \| \| \| |
|  |                                                             |
|  | Antarctopelta                                               |
|  |                                                             |
|  | Stegouros                                                   |
|  |                                                             |

|  | Antarctopelta |
|  |               |
|  | Stegouros     |
|  |               |

|  | Ankylosauridae |
|  |                |
|  | Nodosauridae   |
|  |                |

|  | Kunbarrasaurus                                              |
|  |                                                             |
|  | \| \| Antarctopelta \| \| \| \| \| \| Stegouros \| \| \| \| |
|  |                                                             |
|  | Antarctopelta                                               |
|  |                                                             |
|  | Stegouros                                                   |
|  |                                                             |

|  | Antarctopelta |
|  |               |
|  | Stegouros     |
|  |               |

|  | Ankylosauridae |
|  |                |
|  | Nodosauridae   |
|  |                |

|  | Huayangosaurus |
|  |                |
|  | Stegosauridae  |
|  |                |

|  | Kunbarrasaurus                                              |
|  |                                                             |
|  | \| \| Antarctopelta \| \| \| \| \| \| Stegouros \| \| \| \| |
|  |                                                             |
|  | Antarctopelta                                               |
|  |                                                             |
|  | Stegouros                                                   |
|  |                                                             |

|  | Antarctopelta |
|  |               |
|  | Stegouros     |
|  |               |

|  | Ankylosauridae |
|  |                |
|  | Nodosauridae   |
|  |                |

|  | Kunbarrasaurus                                              |
|  |                                                             |
|  | \| \| Antarctopelta \| \| \| \| \| \| Stegouros \| \| \| \| |
|  |                                                             |
|  | Antarctopelta                                               |
|  |                                                             |
|  | Stegouros                                                   |
|  |                                                             |

|  | Antarctopelta |
|  |               |
|  | Stegouros     |
|  |               |

|  | Ankylosauridae |
|  |                |
|  | Nodosauridae   |
|  |                |

|  | Huayangosaurus |
|  |                |
|  | Stegosauridae  |
|  |                |

|  | Kunbarrasaurus                                              |
|  |                                                             |
|  | \| \| Antarctopelta \| \| \| \| \| \| Stegouros \| \| \| \| |
|  |                                                             |
|  | Antarctopelta                                               |
|  |                                                             |
|  | Stegouros                                                   |
|  |                                                             |

|  | Antarctopelta |
|  |               |
|  | Stegouros     |
|  |               |

|  | Ankylosauridae |
|  |                |
|  | Nodosauridae   |
|  |                |

|  | Kunbarrasaurus                                              |
|  |                                                             |
|  | \| \| Antarctopelta \| \| \| \| \| \| Stegouros \| \| \| \| |
|  |                                                             |
|  | Antarctopelta                                               |
|  |                                                             |
|  | Stegouros                                                   |
|  |                                                             |

|  | Antarctopelta |
|  |               |
|  | Stegouros     |
|  |               |

|  | Ankylosauridae |
|  |                |
|  | Nodosauridae   |
|  |                |

Sin embargo, si se usan los datos de Maidment et al, Norman y Wiersma e Irmis se recupera a Jakapil como el taxón hermano de Scelidosaurus, como un tireoforoideo no eurípodo:
|  | Scelidosaurus |
|  |               |
|  | Jakapil       |
|  |               |

|  | Huayangosaurus |
|  |                |
|  | Stegosauridae  |
|  |                |

|  | Kunbarrasaurus                                              |
|  |                                                             |
|  | \| \| Antarctopelta \| \| \| \| \| \| Stegouros \| \| \| \| |
|  |                                                             |
|  | Antarctopelta                                               |
|  |                                                             |
|  | Stegouros                                                   |
|  |                                                             |

|  | Antarctopelta |
|  |               |
|  | Stegouros     |
|  |               |

|  | Ankylosauridae |
|  |                |
|  | Nodosauridae   |
|  |                |

|  | Kunbarrasaurus                                              |
|  |                                                             |
|  | \| \| Antarctopelta \| \| \| \| \| \| Stegouros \| \| \| \| |
|  |                                                             |
|  | Antarctopelta                                               |
|  |                                                             |
|  | Stegouros                                                   |
|  |                                                             |

|  | Antarctopelta |
|  |               |
|  | Stegouros     |
|  |               |

|  | Ankylosauridae |
|  |                |
|  | Nodosauridae   |
|  |                |

|  | Huayangosaurus |
|  |                |
|  | Stegosauridae  |
|  |                |

|  | Kunbarrasaurus                                              |
|  |                                                             |
|  | \| \| Antarctopelta \| \| \| \| \| \| Stegouros \| \| \| \| |
|  |                                                             |
|  | Antarctopelta                                               |
|  |                                                             |
|  | Stegouros                                                   |
|  |                                                             |

|  | Antarctopelta |
|  |               |
|  | Stegouros     |
|  |               |

|  | Ankylosauridae |
|  |                |
|  | Nodosauridae   |
|  |                |

|  | Kunbarrasaurus                                              |
|  |                                                             |
|  | \| \| Antarctopelta \| \| \| \| \| \| Stegouros \| \| \| \| |
|  |                                                             |
|  | Antarctopelta                                               |
|  |                                                             |
|  | Stegouros                                                   |
|  |                                                             |

|  | Antarctopelta |
|  |               |
|  | Stegouros     |
|  |               |

|  | Ankylosauridae |
|  |                |
|  | Nodosauridae   |
|  |                |

|  | Scelidosaurus |
|  |               |
|  | Jakapil       |
|  |               |

|  | Huayangosaurus |
|  |                |
|  | Stegosauridae  |
|  |                |

|  | Kunbarrasaurus                                              |
|  |                                                             |
|  | \| \| Antarctopelta \| \| \| \| \| \| Stegouros \| \| \| \| |
|  |                                                             |
|  | Antarctopelta                                               |
|  |                                                             |
|  | Stegouros                                                   |
|  |                                                             |

|  | Antarctopelta |
|  |               |
|  | Stegouros     |
|  |               |

|  | Ankylosauridae |
|  |                |
|  | Nodosauridae   |
|  |                |

|  | Kunbarrasaurus                                              |
|  |                                                             |
|  | \| \| Antarctopelta \| \| \| \| \| \| Stegouros \| \| \| \| |
|  |                                                             |
|  | Antarctopelta                                               |
|  |                                                             |
|  | Stegouros                                                   |
|  |                                                             |

|  | Antarctopelta |
|  |               |
|  | Stegouros     |
|  |               |

|  | Ankylosauridae |
|  |                |
|  | Nodosauridae   |
|  |                |

|  | Huayangosaurus |
|  |                |
|  | Stegosauridae  |
|  |                |

|  | Kunbarrasaurus                                              |
|  |                                                             |
|  | \| \| Antarctopelta \| \| \| \| \| \| Stegouros \| \| \| \| |
|  |                                                             |
|  | Antarctopelta                                               |
|  |                                                             |
|  | Stegouros                                                   |
|  |                                                             |

|  | Antarctopelta |
|  |               |
|  | Stegouros     |
|  |               |

|  | Ankylosauridae |
|  |                |
|  | Nodosauridae   |
|  |                |

|  | Kunbarrasaurus                                              |
|  |                                                             |
|  | \| \| Antarctopelta \| \| \| \| \| \| Stegouros \| \| \| \| |
|  |                                                             |
|  | Antarctopelta                                               |
|  |                                                             |
|  | Stegouros                                                   |
|  |                                                             |

|  | Antarctopelta |
|  |               |
|  | Stegouros     |
|  |               |

|  | Ankylosauridae |
|  |                |
|  | Nodosauridae   |
|  |                |

|  | Scelidosaurus |
|  |               |
|  | Jakapil       |
|  |               |

|  | Huayangosaurus |
|  |                |
|  | Stegosauridae  |
|  |                |

|  | Kunbarrasaurus                                              |
|  |                                                             |
|  | \| \| Antarctopelta \| \| \| \| \| \| Stegouros \| \| \| \| |
|  |                                                             |
|  | Antarctopelta                                               |
|  |                                                             |
|  | Stegouros                                                   |
|  |                                                             |

|  | Antarctopelta |
|  |               |
|  | Stegouros     |
|  |               |

|  | Ankylosauridae |
|  |                |
|  | Nodosauridae   |
|  |                |

|  | Kunbarrasaurus                                              |
|  |                                                             |
|  | \| \| Antarctopelta \| \| \| \| \| \| Stegouros \| \| \| \| |
|  |                                                             |
|  | Antarctopelta                                               |
|  |                                                             |
|  | Stegouros                                                   |
|  |                                                             |

|  | Antarctopelta |
|  |               |
|  | Stegouros     |
|  |               |

|  | Ankylosauridae |
|  |                |
|  | Nodosauridae   |
|  |                |

|  | Huayangosaurus |
|  |                |
|  | Stegosauridae  |
|  |                |

|  | Kunbarrasaurus                                              |
|  |                                                             |
|  | \| \| Antarctopelta \| \| \| \| \| \| Stegouros \| \| \| \| |
|  |                                                             |
|  | Antarctopelta                                               |
|  |                                                             |
|  | Stegouros                                                   |
|  |                                                             |

|  | Antarctopelta |
|  |               |
|  | Stegouros     |
|  |               |

|  | Ankylosauridae |
|  |                |
|  | Nodosauridae   |
|  |                |

|  | Kunbarrasaurus                                              |
|  |                                                             |
|  | \| \| Antarctopelta \| \| \| \| \| \| Stegouros \| \| \| \| |
|  |                                                             |
|  | Antarctopelta                                               |
|  |                                                             |
|  | Stegouros                                                   |
|  |                                                             |

|  | Antarctopelta |
|  |               |
|  | Stegouros     |
|  |               |

|  | Ankylosauridae |
|  |                |
|  | Nodosauridae   |
|  |                |

|  | Scelidosaurus |
|  |               |
|  | Jakapil       |
|  |               |

|  | Huayangosaurus |
|  |                |
|  | Stegosauridae  |
|  |                |

|  | Kunbarrasaurus                                              |
|  |                                                             |
|  | \| \| Antarctopelta \| \| \| \| \| \| Stegouros \| \| \| \| |
|  |                                                             |
|  | Antarctopelta                                               |
|  |                                                             |
|  | Stegouros                                                   |
|  |                                                             |

|  | Antarctopelta |
|  |               |
|  | Stegouros     |
|  |               |

|  | Ankylosauridae |
|  |                |
|  | Nodosauridae   |
|  |                |

|  | Kunbarrasaurus                                              |
|  |                                                             |
|  | \| \| Antarctopelta \| \| \| \| \| \| Stegouros \| \| \| \| |
|  |                                                             |
|  | Antarctopelta                                               |
|  |                                                             |
|  | Stegouros                                                   |
|  |                                                             |

|  | Antarctopelta |
|  |               |
|  | Stegouros     |
|  |               |

|  | Ankylosauridae |
|  |                |
|  | Nodosauridae   |
|  |                |

|  | Huayangosaurus |
|  |                |
|  | Stegosauridae  |
|  |                |

|  | Kunbarrasaurus                                              |
|  |                                                             |
|  | \| \| Antarctopelta \| \| \| \| \| \| Stegouros \| \| \| \| |
|  |                                                             |
|  | Antarctopelta                                               |
|  |                                                             |
|  | Stegouros                                                   |
|  |                                                             |

|  | Antarctopelta |
|  |               |
|  | Stegouros     |
|  |               |

|  | Ankylosauridae |
|  |                |
|  | Nodosauridae   |
|  |                |

|  | Kunbarrasaurus                                              |
|  |                                                             |
|  | \| \| Antarctopelta \| \| \| \| \| \| Stegouros \| \| \| \| |
|  |                                                             |
|  | Antarctopelta                                               |
|  |                                                             |
|  | Stegouros                                                   |
|  |                                                             |

|  | Antarctopelta |
|  |               |
|  | Stegouros     |
|  |               |

|  | Ankylosauridae |
|  |                |
|  | Nodosauridae   |
|  |                |